# Naso lituratus
Naso litoratus, comunemente conosciuto come pesce unicorno arancione, è un pesce di acqua salata, appartenente alla famiglia Acanthuridae.

## Distribuzione e habitat
Questa specie è diffusa lungo tutte le barriere coralline dell'Oceano Pacifico. Da alcuni anni e dopo molti studi la popolazione dell'Oceano Indiano è stata classificata come una specie a sé stante, Naso elegans.

## Descrizione

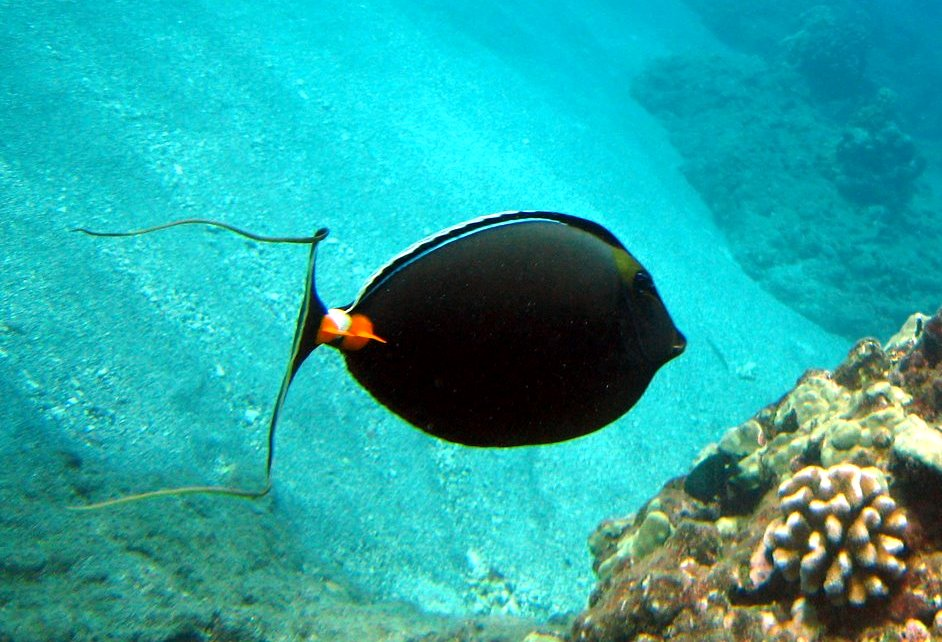
La coda di un maschio

Naso litoratus possiede un corpo di forma ovale piuttosto marcata, piuttosto compresso ai fianchi e, a differenza degli appartenenti al suo stesso genere, non presenta la protuberanza simile a un corno tra la fronte e la bocca. Come per le altre specie della famiglia Acanthuridae possiede due stiletti ossei retrattili su entrambi i lati del peduncolo caudale. Le pinne sono basse e corrono per tutto il profilo dorsale e ventrale. Le pettorali sono romboidali. La pinna caudale è a mezzaluna, molto ampia, con i due vertici molto allungati e filiformi nei maschi. La livrea vede un colore di fondo grigio scuro, a tratti verdastro (ma più essere anche grigio chiaro con riflessi azzurri), con ventre a sfumatura gialla. A volte lungo i fianchi sono presenti deboli strisce brune verticali. La bocca è arancione contornata di nero, che sale per gli occhi e la fronte. Il contorno occhi e parte della fronte sono giallo vivo, dello stesso colore della pinna dorsale e dell'anale, che sono profilate di nero e d'azzurro. Il peduncolo caudale è giallo-arancio vivo con un punto bianco, la coda è grigia orlata di giallo e di nero. I colori sono suscettibili di cambiamenti da individuo a individuo e secondo la zona di diffusione. 

Le dimensioni si attestano sui 45 cm di lunghezza massima.

## Riproduzione

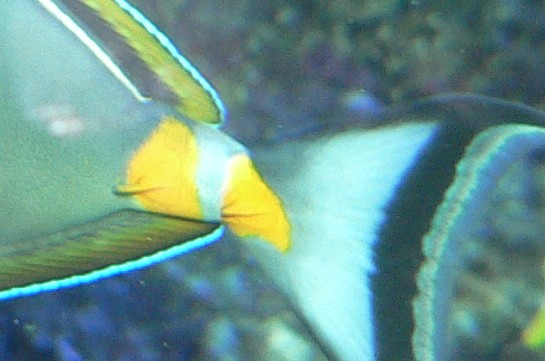
Particolare dei "bisturi"

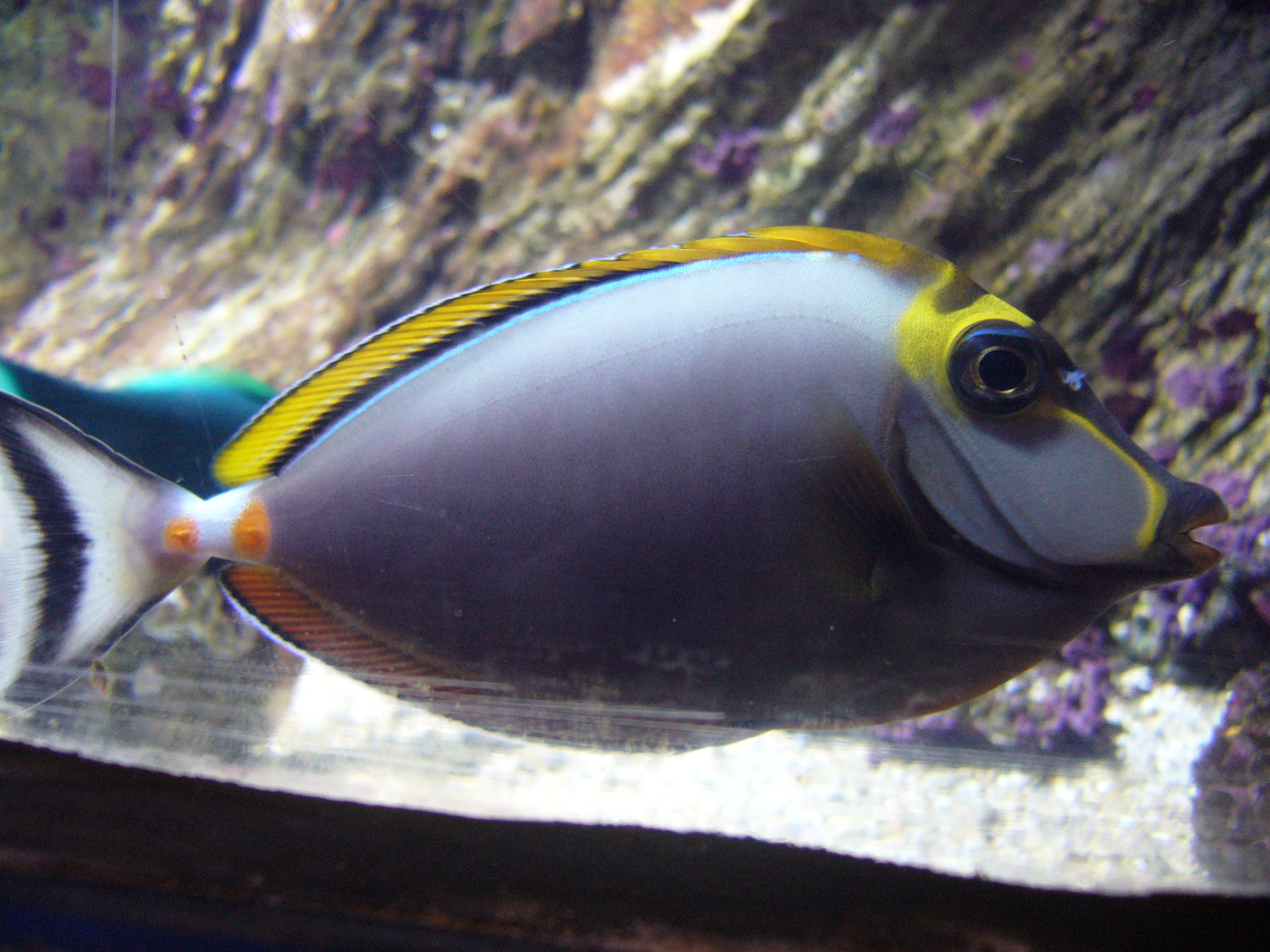
Naso elegans: da alcuni anni classificato come specie autonoma

Come per gli altri congeneri, la fecondazione è esterna.

## Alimentazione
Si nutre prevalentemente di alghe brune del genere Dictyota, Lobophora e Sargassum.

## Pericoli per l'uomo
Questa specie è pericolosa per i sub e i divers in quanto le sue protuberanze ossee del peduncolo caudale sono affilati come rasoi e sono usati proprio come strumento di offesa e di difesa. È opportuno non avvicinarsi troppo ed evitare qualsiasi contatto fisico. 

Inoltre la sua carne è velenosa se ingerita

## Acquariofilia
Naso litoratus è una presenza comune nei grandi acquari di barriera, soprattutto negli acquari pubblici, più raro invece negli acquari domestici, a causa delle sue importanti dimensioni.